# Rangi dyplomatyczne
Rangi dyplomatyczne – ujednolicony system tytułów i rang szefów misji dyplomatycznych, wprowadzony przez kongres wiedeński w 1815 r., zweryfikowany i skodyfikowany podczas międzynarodowej konferencji, która odbyła się również w Wiedniu w marcu 1961 r. Jej rezultatem jest „Konwencja wiedeńska o stosunkach dyplomatycznych z 18 kwietnia 1961 r.”

## Unormowania w latach 1815–1961
Ambasadorów akredytowanych w danym państwie obowiązywała określona precedencja, jednak była ona oparta na nierównych założeniach (np. kolejność przejścia na katolicyzm w przypadku przedstawicieli akredytowanych przy Państwie Kościelnym). Od czasu kongresu wiedeńskiego sprawa została usystematyzowana i unormowana w sposób budzący mniejsze kontrowersje.
W myśl postanowień Aneksu XVII aktu końcowego kongresu ustanowiono trzy rangi dyplomatyczne:
- I. ambasador nadzwyczajny i pełnomocny, legat lub nuncjusz apostolski
- II. poseł nadzwyczajny i minister pełnomocny lub inny pełnomocnik akredytowany przy suwerenach. Ich odpowiednikiem w dyplomacji Watykanu był internuncjusz (tak nazywano też posłów austriackich w Stambule do 1856 r.).
- III. chargé d’affaires en pied, akredytowany przy ministrze spraw zagranicznych.

Kongres akwizgrański wprowadził w 1818 r. rangę ministra rezydenta, stojącą w hierarchii pomiędzy rangą II i III.
W XIX wieku przedstawicieli dyplomatycznych najwyższego szczebla (ambasadorów) wymieniały pomiędzy sobą tylko mocarstwa – Wielka Brytania, Imperium Rosyjskie, Austro-Węgry, Imperium Osmańskie, Włochy, Cesarstwo Niemieckie, Francja, Japonia i Hiszpania. Stany Zjednoczone wysyłały ambasadorów dopiero od 1893 r. Po I wojnie światowej do państw, do których wysyłano ambasadorów dołączyły II Rzeczpospolita, Belgia, Chiny i Portugalia.

## Unormowania wprowadzone w 1961
Dopiero Karta Narodów Zjednoczonych wprowadziła suwerenną równość państw jako naczelną zasadę stosunków międzynarodowych. Od tamtej pory systematycznie zanikają dwie niższe rangi.
Jednak wszystkie rangi dyplomatyczne ustalone na kongresie wiedeńskim zostały potwierdzone przez konwencję wiedeńską o stosunkach dyplomatycznych z 18 kwietnia 1961 r. W myśl artykułu 14. powyższej konwencji szefowie misji dyplomatycznych dzielą się na trzy klasy:
- I. ambasadorów i nuncjuszów, akredytowanych przy głowach państw, oraz innych szefów misji równorzędnego stopnia;
- II. posłów, ministrów i internuncjuszów apostolskich, akredytowanych przy głowach państw;
- III. chargé d’affaires en pied, akredytowanych przy ministrach spraw zagranicznych.

Istnieją dwa wyjątki od powszechnej zasady, iż I klasę stanowią ambasadorowie, a mianowicie: zachowanie przez dyplomację watykańską specyficznych tytułów szefów misji i tytuł wysokiego komisarza, przysługujący przedstawicielom wymienianym między państwami członkowskimi brytyjskiej Wspólnoty Narodów.
Państwa uzgadniają między sobą klasę, do której powinni należeć szefowie ich misji, przy czym obowiązuje zasada wzajemności (raczej nie spotyka się sytuacji, gdy państwo X wysyła do państwa Y ambasadora, a państwo Y do państwa X posła).